# Калмицький державний університет
Калмицький державний університет імені Б. Б. Городовикова (рос. Калмыцкий государственный университет имени Б. Б. Городовикова) — класичний заклад вищої освіти в російській Елісті, заснований у 1970 році.
Член Асоціації класичних університетів Росії.

## Історія
Заснований у 1970 році на базі Калмицького педагогічного інституту. У 1971 році розпочато будівництво комплексу будівель.
У 2000 році нагороджений Почесною грамотою Президента Республіки Калмикія в честь 30-річчя закладу.
Нині до складу університету входять 10 факультетів та інститут калмицької філології та сходознавства. Здійснюється підготовка студентів за 22 спеціальностями вищої професійної освіти, 20 напрямками бакалаврату, 13 напрямами магістратури та за 18 спеціальностями середньої професійної освіти.
Форма навчання - очна та заочна. В даний час на очній формі навчається 1878 бакалаврів, 1618 спеціалістів, 213 магістрантів, за програмою середньої професійної освіти - 615, в Башантінском коледжі - 492, 75 аспірантів, 12 докторантів. На заочній формі - 1183 бакалавра, 2048 фахівця, 31 аспірантів, в Башантінском коледжі і за програмою середньої професійної освіти відповідно займається 312 і 258 студентів. В кінцевому підсумку, на сьогоднішній день в КалмГУ проходять навчання 8897 студентів. Коломацький державний університет займає ключове місце в системі підготовки і перепідготовки фахівців для різних галузей господарства, в інтеграції вузівської та академічної наук, а також у відродженні калмицького мови і культури.
КалмДУ має 7 навчальних корпусів у місті Еліста, Башантинський коледж (філія). Університет має в своєму розпорядженні 12 науково-освітніх центрів, наукову бібліотеку, науково-дослідними лабораторіями.
Університет є майданчиком для проведення наукових форумів, міжнародних та загальноросійських конференцій з широкого кола питань, присвячених проблемам екології, гуманітарних досліджень, вищої та середньої освіти, монголохнавства та сходознавства, етнопедагогіки, буддистської культури і репресованих народів.
Калмицький державний університет активно співпрацює з провідними вищими навчальними закладами країн Азії, Європи і Америки. КалмДУ — організатор і активний член міжнародної Асоціації державних університетів Прикаспійських країн, що об'єднує 46 університетів і НДІ Росії, Казахстану, Азербайджану, Туркменістану, Ірану.

## Структура

### Аграрнийфакультет
- Кафедра агрономії
- Кафедра зоотехнії
- Кафедра аграрних технологій і переробки сільськогосподарської продукції

### Гуманітарнийфакультет
- Кафедра загальної історії
- Кафедра історії Росії
- Кафедра російської мови та загального мовознавства
- Кафедра російської та зарубіжної літератури
- Кафедра іноземних мов і загальної лінгвістики
- Кафедра німецької філології

### Інститут калмицької філології та сходознавства
- Кафедра калмицького мови і монголознавства
- Кафедра калмицької літератури і фольклористики
- Кафедра іноземних мов, міжкультурної комунікації та регіонознавства
- Кафедра філософії та культурології

### Інженерно-технологічний факультет
- Кафедра агроінженерії
- Кафедра природооблаштування і охорони навколишнього середовища
- Кафедра промислового і цивільного будівництва

### Факультетматематики,фізикитаінформаційних технологій
- Кафедра алгебри та аналізу
- Кафедра математики та інформаційних технологій
- Кафедра теоретичної фізики
- Кафедра експериментальної і загальної фізики

### Факультетсередньої освіти
- Загальнотехнічне відділення
- Педагогічне відділення
- Соціально-економічне відділення

### Факультет педагогічної освіти табіології
- Кафедра хімії
- Кафедра загальної біології та фізіології
- Кафедра ботаніки та зоології
- Кафедра фізичного виховання і медико-біологічних дисциплін
- Кафедра фізичної культури
- Кафедра психології
- Кафедра педагогіки

### Факультет управління та права
- Кафедра державного і муніципального управління та права
- Кафедра цивільного процесу та права
- Кафедра кримінального права і процесу
- Кафедра теорії держави і права

### Економічнийфакультет
- Кафедра економіки і управління на підприємстві
- Кафедра економічної теорії та економетрики
- Кафедра фінансів, обліку і аналізу господарської діяльності

### Факультет довузівської підготовки та навчання іноземних громадян
- Кафедра російської мови як іноземної і навчання іноземних громадян